# 藤原経輔
藤原 経輔（ふじわら の つねすけ）は、平安時代中期から後期にかけての公卿・歌人。藤原北家中関白家、中納言・藤原隆家の次男。官位は正二位・権大納言。

## 経歴
後一条朝初頭の寛仁2年（1018年）4月に従五位下に叙爵し、同年12月に藤原道長邸において大納言・藤原道綱の加冠によって元服し、讃岐権守に任ぜられる。翌寛仁3年（1019年）従五位上・左兵衛佐、寛仁4年（1020年）正五位下・右近衛少将と後一条朝の前期は武官を歴任し、治安2年（1022年）異母兄の良頼に先んじて従四位下に叙せられる。
治安3年12月（1024年1月）父・隆家の辞任を受けて権右中弁に任ぜられた後は、万寿2年（1025年）右中弁、長元元年（1028年）従四位上、長元2年（1029年）正四位下・左中弁と、一転して後一条朝中期は弁官を務めながら昇進する。この間、万寿元年（1024年）に後一条天皇以下が一条院内裏の紫宸殿で相撲を観戦していた際、蔵人式部丞・源成任と髻を掴み合うほどの激しい喧嘩に及ぶ。さらに数日後、経輔は成任に一方的に暴行を加えた上に、宿所に逃げ込んだ成任を従者に追わせ宿所を破壊させるという事件を起こしている。
長元7年（1034年）兄の良頼に先んじて蔵人頭（頭弁）に任ぜられる。蔵人頭在任中の長元9年（1036年）正月に従姉の子でもう一人の蔵人頭（頭中将）である藤原俊家の従者に殴打され、俊家は除籍されるが、経輔も約半月の間朝参を停止された。同年4月の後一条天皇の崩御により蔵人頭を止められ、新帝・後朱雀天皇の春宮権亮を務めていた良頼が蔵人頭となる。同年12月に良頼が蔵人頭在任8ヶ月足らずで参議に任ぜられると、経輔は後任として蔵人頭に再任されている。
長暦2年（1038年）右大弁を兼ね、翌長暦3年12月（1040年1月）参議兼左大弁に任ぜられ、先任の兄・良頼と議政官に並んだ。長久元年（1040年）従三位に叙せられる。
後冷泉朝初頭の寛徳2年（1045年）良頼と共に権中納言に昇任。永承元年（1046年）中宮・章子内親王の権大夫を兼帯し、その後内親王が皇太后・太皇太后に転上するに伴って、経輔は宮大夫として仕えた。この間の永承3年（1048年）には昇進を競った兄・良頼が没している。永承6年（1051年）正二位、康平元年（1058年）大宰帥に叙任され、治暦元年12月（1066年1月）権大納言に至る。
後三条朝に入ると、治暦4年（1068年）以来病気と称して出仕せず、再三辞表を奉ったため、延久元年（1069年）7月7日に権大納言の辞任を許された。翌延久2年（1070年）正月10日に出家。最終官位は前権大納言正二位。白河朝の永保元年（1081年）8月7日薨去。享年76。
『後拾遺和歌集』（1首）と『千載和歌集』（1首）に和歌作品が入集する勅撰歌人である。

## 官歴
注記のないものは『公卿補任』による。
- 寛仁2年（1018年） 4月7日：従五位下（太皇太后宮御給）。12月：讃岐権守
- 寛仁3年（1019年） 正月5日：従五位上（皇太后宮御給）。正月23日：右兵衛佐[6]
- 寛仁4年（1020年） 正月5日：正五位下（一品内親王御給）。10月17日：左近衛少将[6]
- 寛仁5年（1021年） 正月24日：備後介
- 治安2年（1022年） 正月5日：従四位下（少将労）
- 治安3年（1023年） 12月15日[注釈 1]：権右中弁（父隆家卿辞中納言申任之）
- 万寿2年（1025年） 正月30日：右中弁
- 長元元年（1028年） 11月19日：従四位上（弁労）
- 長元2年（1029年） 正月24日：左中弁。12月21日[注釈 2]：正四位下（石清水賀茂行幸行事賞）
- 長元3年（1030年） 12月：造東大寺長官
- 長元7年（1034年） 10月20日：蔵人頭
- 長元8年（1035年） 正月30日：左京大夫
- 長元9年（1036年） 正月3日：朝参停止（同月18日元に復す）。正月29日：美作権守。4月17日：止蔵人頭（後一条天皇崩御）。12月26日：蔵人頭
- 長元10年（1037年） 3月1日：兼中宮亮（中宮・藤原嫄子）
- 長暦2年（1038年） 6月26日：兼右大弁
- 長暦3年（1039年） 12月16日[注釈 3]：参議、兼左大弁
- 長暦4年（1040年） 正月25日：兼近江権守。6月8日：従三位
- 長久3年（1042年） 10月27日：兼勘解由長官
- 寛徳2年（1045年） 10月23日：権中納言
- 永承元年（1046年） 7月14日：中宮権大夫（中宮・章子内親王）。9月14日：帯剣
- 永承4年（1049年） 正月5日：正三位
- 永承5年（1050年） 10月13日：従二位（行幸上東門院院司賞）
- 永承6年（1051年） 6月16日：正二位（行幸太政官朝所宮権大夫賞）
- 天喜6年（1058年） 4月25日：兼大宰帥
- 康平8年（1065年） 3月29日：中宮大夫。12月8日[注釈 4]：権大納言
- 治暦4年（1068年） 4月17日：皇太后宮大夫
- 延久元年（1069年） 7月3日：太皇太后宮大夫。7月7日：致仕
- 延久2年（1070年） 正月10日：出家（前権大納言正二位）
- 永保元年（1081年） 8月7日：薨去

## 系譜
- 父：藤原隆家
- 母：源兼資の娘
- 妻：藤原資業の娘
  - 男子：藤原師家（1027-1058） - 従四位下摂津守
  - 男子：藤原長房（1030-1099） - 正三位参議
  - 男子：藤原師基（1031-1077） - 正四位下蔵人頭右中弁
  - 男子：藤原師信（1041-1094） - 正四位下播磨守
- 妻：右中将頼雅の娘
  - 男子：藤原家平
- 妻：家女房 - 藤原師家乳母
  - 男子：増誉（1032-?） - 園城寺大僧正、天台座主第39世
- 生母不明の子女
  - 男子：仁恵
  - 男子：珎覚
  - 男子：隆観
  - 男子：藤原文時[7]
  - 女子：藤原忠家室
  - 女子：信子 - 藤原信長の養女、藤原師通室

その子孫は道隆流の主流を形成し、院近臣として代々治天の君に近侍した。
師家の子孫は忠隆（鳥羽院近臣）・信頼（後白河院近臣）父子を出し、師信の子孫は坊門家の祖信隆（後鳥羽天皇外祖父）と水無瀬家の祖親信を出した。
武家では肥前高木氏を輩出し、庶子である文時の子文定（文貞）を祖とした。庶家に於保氏、龍造寺氏、上妻氏、赤司氏、肥前井上氏、草野氏（嵯峨源氏出自説もあり）らの諸氏が分流したと伝わる。経輔の子、もしくは父隆家の子とも文定の子ともいわれる藤原政則（基定）から菊池氏が出自している。

## 関連作品
テレビドラマ
- 炎立つ (1993年、NHK大河ドラマ)、演 : イッセー尾形